# Windows NT 4.0
Windows NT 4.0, apparu en 1996, est une version professionnelle de Microsoft Windows orientée réseau et sécurité. Contrairement à Windows 95 elle ne repose pas sur MS-DOS.
Son architecture est 100 % 32 bits, multi-cœurs, multi-utilisateur et multi-processeur, contrairement à Windows 95 qui utilise un noyau hybride 16/32 bits, et est mono-processeur et mono-utilisateur.
Une identification par mot de passe est nécessaire pour accéder à l'interface du système ; de plus, l'utilisation du système de fichiers NTFS permet d'attribuer des permissions sur les fichiers et dossiers en fonction du nom de l'utilisateur ou de son appartenance à un groupe de sécurité. Windows NT 4.0 a reçu la certification de sécurité C2 de la part du gouvernement américain. À noter cependant que cette certification n'est valide que tant que Windows est utilisé hors réseau, en poste de travail isolé.
Les systèmes de fichiers supportés sont FAT16 (ne gère pas la FAT32 sauf avec un pilote propriétaire conçu par la société Winternals) et NTFS 1.2.
C'est la première édition de la branche NT à fonctionner avec la couche d'abstraction matérielle. Cela permet d'adapter Windows au type de processeur et carte mère utilisé. Windows NT 4.0 est livré avec deux HAL différentes : « PC Standard » et « PC SMP ». De plus l'intégration de la gestion graphique dans le noyau du système d'exploitation permet à Windows NT 4.0 d’accroître sa vitesse par rapport aux versions précédentes.
Le CD de Windows NT 4.0 contient en plus de la version pour l'architecture  x86, les éditions pour les architectures, PowerPC, DEC Alpha et MIPS. C'est la dernière version de Windows qui supporte ces trois architectures.
« NT » signifie « New Technology ».
Son successeur est Windows 2000.

## Apparence et fonctionnement
Windows NT 4.0 offre une interface graphique similaire à celle de Windows 95. Le slogan de NT4 est d'ailleurs : « 95 interface, NT power. » (Interface de 95, puissance de NT).
Internet Explorer 2 était livré avec NT4 avec le Service Pack 1.
Internet Explorer 4 (avec le pack « Plus ! ») est proposé à l'installation de NT4 avec le Service Pack 3. Cela donne à l'interface de NT4 certaines fonctions similaires à celle de Windows 98 (affichage des fenêtres pendant leur déplacement, lissage des icônes…).
Ce système est très stable et réactif, ceci grâce à l'isolation des processus en mémoire ainsi que l'interdiction de l'accès direct au matériel. Concrètement, le plantage d'un programme donné ne risque plus de s'étendre à d'autres ou de rendre le système instable ; un programme malveillant, tel le virus CIH, ne peut plus changer les paramètres du BIOS pour détruire physiquement l'ordinateur. Seuls des pilotes mal programmés sont encore susceptibles de mener à un écran bleu.
La configuration minimale préconisée pour Windows NT 4.0 Workstation est : processeur Intel 80486, 12 Mo de RAM et 110 Mo d'espace disque. Dans la pratique, mieux vaut disposer d'un processeur Pentium avec 32 Mo de RAM ; ces besoins élevés pour l'époque ont beaucoup nui à la diffusion de la version Workstation.

## Déclinaisons
Windows NT 4.0 est décliné en quatre versions :
- Windows NT 4.0 Workstation, destiné aux postes de travail.
- Windows NT 4.0 Server, destiné aux serveurs d'entreprise.
- Windows NT 4.0 Terminal Server, destiné aux serveurs d'entreprise avec fonction Terminal Services.
- Windows NT 4.0 Embedded, destiné aux ordinateurs embarqués.

Comparativement à la version Workstation, NT 4.0 Server apporte les fonctions de contrôleur de domaine, serveur DHCP, serveur DNS statique, serveur WINS, serveur HTTP/FTP et Gopher (avec IIS 3.0 et 4.0), serveur RAS, serveur de fichiers et d'impression à partir de 10 utilisateurs simultanés.
NT 4.0 Terminal Server, sorti en 1998, ajoute la fonction Terminal Services permettant d'accéder à l'interface graphique du serveur à partir de n'importe quel poste équipé de Windows 3.11 minimum. Cela permet d'utiliser des terminaux dépourvus de puissance propre qui se contentent d'afficher le bureau du serveur distant, l'utilisateur travaillant entièrement à travers le réseau.

## Popularité et critiques
Windows NT 4.0 Server a rapidement été un grand succès en entreprise, son interface conviviale mettant l'administration d'un réseau à la portée du plus grand nombre.
Windows NT 4.0 Workstation n'a été véritablement déployé que dans certaines entreprises où la sécurité des données sur le poste était primordiale. Ses insuffisances par rapport à Windows 95 pour l'utilisateur courant, notamment en matière de jeux, ont limité son succès. Il est resté largement inconnu parmi le grand public. Plus stable que les versions 95 et 98, il est surtout destiné à un usage bureautique et ne nécessite que peu de ressources : la configuration minimale est un 80 486 SX 25 équipé de 12 Mo de mémoire, la configuration recommandé est un 80 486 DX 50
Les insuffisances souvent retenues pour Windows NT 4.0 sont :
- absence de support du Plug-and-Play en natif : nécessité d'installer les drivers supplémentaires présents sur le CD d'installation[3]
- absence de support de l'USB en natif : nécessité d'installer des drivers supplémentaires.
- défaut de support de DirectX, limitant le fonctionnement des jeux récents.
- défaut de compatibilité pour les applications DOS. Windows NT comprend un émulateur DOS nommé « NT Virtual DOS Machine » (NTVDM ou Machine DOS Virtuelle), cependant incapable d'émuler correctement les anciens jeux et programmes système.
- absence de vérification de la validité des drivers installés : la signature des drivers ne sera développée qu'à partir de Windows 2000.

## Support
Windows NT 4.0 a connu 6 Service Packs successifs depuis sa sortie. Le Service Pack 6 a apporté le support du chiffrement 128-bits au système ; du fait de restrictions à l'exportation, la version française du Service Pack est limitée à 40-bits.
| Service pack           | Date de diffusion |
| ---------------------- | ----------------- |
| Service Pack 1 (SP1)   | 16 octobre 1996   |
| Service Pack 2 (SP2)   | 14 décembre 1996  |
| Service Pack 3 (SP3)   | 15 mai 1997       |
| Service Pack 4 (SP4)   | 25 octobre 1998   |
| Service Pack 5 (SP5)   | 4 mai 1999        |
| Service Pack 6 (SP6)   | 22 novembre 1999  |
| Service Pack 6a (SP6a) | 30 novembre 1999  |

Il n'est plus soutenu par Microsoft depuis le 31 décembre 2004. Les failles de sécurité critiques apparues depuis ne sont donc pas corrigées.